# Gangster
En gangster er en betegnelse for en forbryder, som er tilknyttet en kriminel organisation, der deltager i organiseret kriminalitet. Ordet er lånt fra engelsk og stammer fra ordet gang, der kan oversættes til bande eller gruppe.
| Kriminalitet | Spire Denne artikel om kriminalitet er en spire som bør udbygges. Du er velkommen til at hjælpe Wikipedia ved at udvide den. |